# Zadnistreanî, Sambir
Zadnistreanî (în ucraineană Задністряни) este un sat în comuna Susoliv din raionul Sambir, regiunea Liov, Ucraina.

## Demografie
Componența lingvistică a localității Zadnistreanî
     Ucraineană (99,82%)
     Alte limbi (0,18%)
Conform recensământului din 2001, majoritatea populației localității Zadnistreanî era vorbitoare de ucraineană (99,82%), existând în minoritate și vorbitori de alte limbi.